# Morey-Saint-Denis
Morey-Saint-Denis è un comune francese di 713 abitanti situato nel dipartimento della Côte-d'Or nella regione della Borgogna-Franca Contea.

## Società

### Evoluzione demografica
Abitanti censiti